# Nossa Senhora de Garabandal
Nossa Senhora de Garabandal é um dos títulos com que a Virgem Maria é invocada desde as supostas aparições presenciadas por quatro meninas entre os anos de 1961 a 1965, na pequena localidade espanhola de San Sebastián de Garabandal.

## As aparições de Garabandal

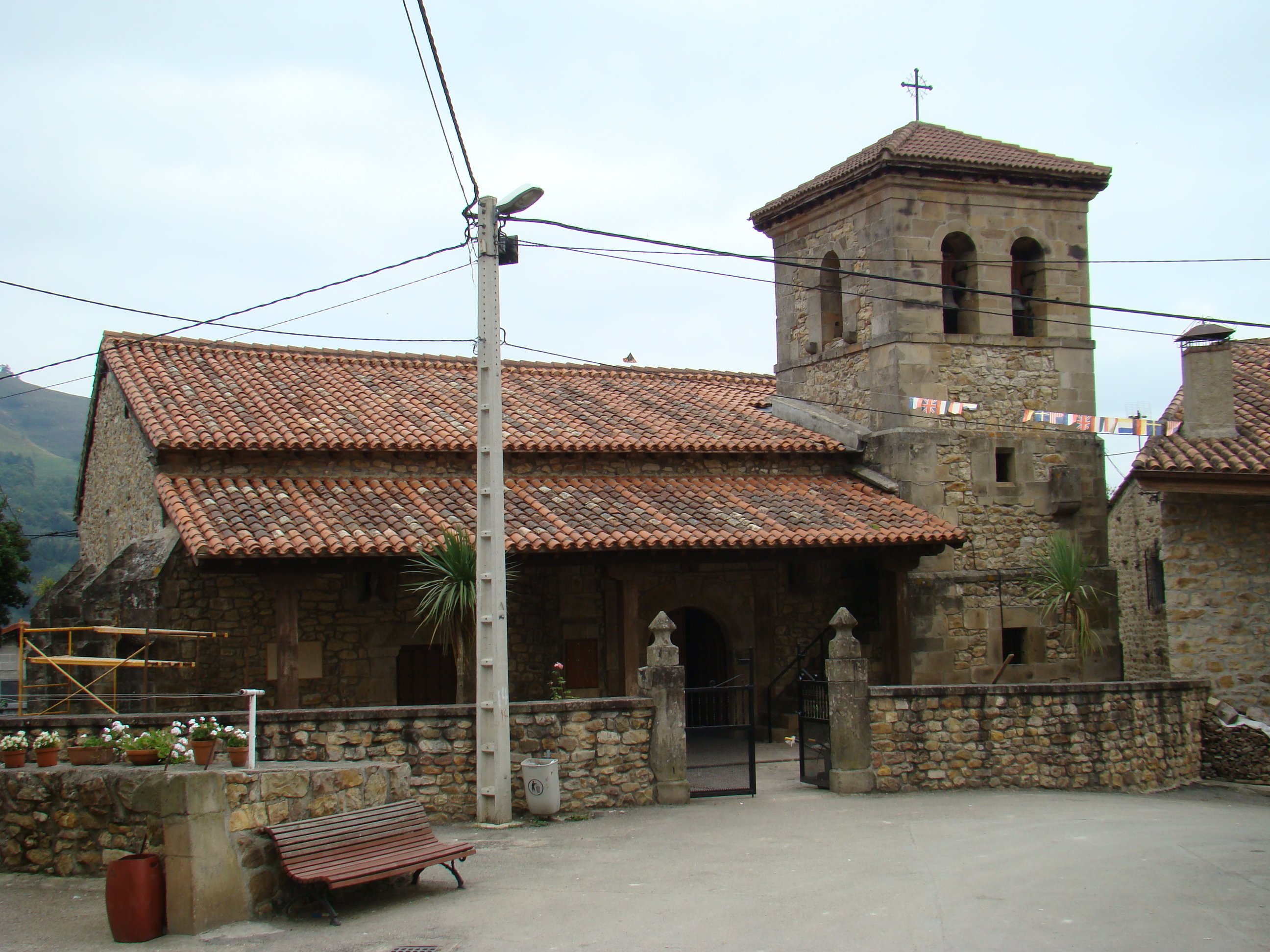
Igreja paroquial da aldeia de São Sebastião de Garabandal.

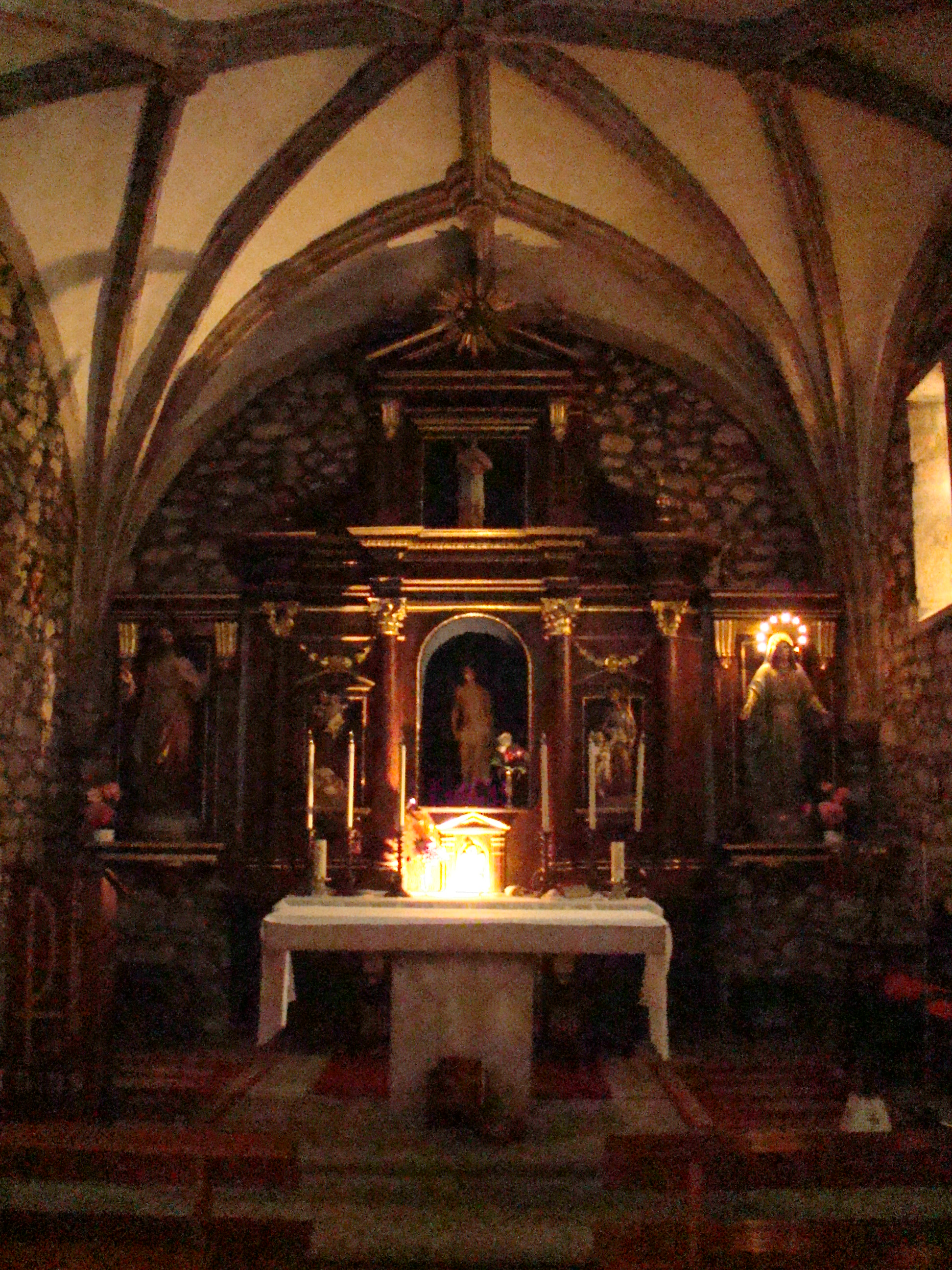
Altar da igreja paroquial dedicada a São Sebastião, em Garabandal.

Desde 1961 até 1965, quatro meninas, de onze e doze anos de idade — Mari Loli Mazón, Jacinta Gonzalez, Mari Cruz Gonzalez e Conchita Gonzalez —, afirmaram ter recebido inúmeras aparições e mensagens de São Miguel Arcanjo e da Santíssima Virgem Maria (sob a advocação mariana de Nossa Senhora do Monte Carmelo). Em quase 3.000 aparições públicas, elas constituíram um dos fenómenos sobrenaturais mais extraordinários do final do século XX, com momentos de quedas em êxtase por parte das meninas videntes, comunhões eucarísticas milagrosas, entre outros. Tais eventos foram testemunhados por milhares de pessoas e registradas em fotografias e gravações de vídeo.

### Milagres
As aparições marianas eram acompanhadas de fenômenos extraordinários que os médicos não puderam comprovar. Os momentos de êxtase apresentavam uma insensibilidade à dor quando as jovens eram picadas com agulhas ou quando as queimavam com pontas de cigarro. Os seus corpos adquiriam um peso extraordinário que não era possível levantá-las, nem sequer fazer um pequeno movimento dos seus membros. Quando luzes eram jogadas os seus olhos enquanto contemplavam a aparição, a expressão dos seus rostos não era perturbada. Além disso, corriam até ao lugar da visão e chegavam antes das outras pessoas sem sinais de esforço físico, ao passo que os demais chegavam cansados. Caíam de forma repentina com os joelhos sobre as rochas sem se machucar e caminhavam em êxtase pelas ruas com a cabeça totalmente levantada, com os olhos fixos no alto durante todo o tempo.

### Mensagens da Virgem

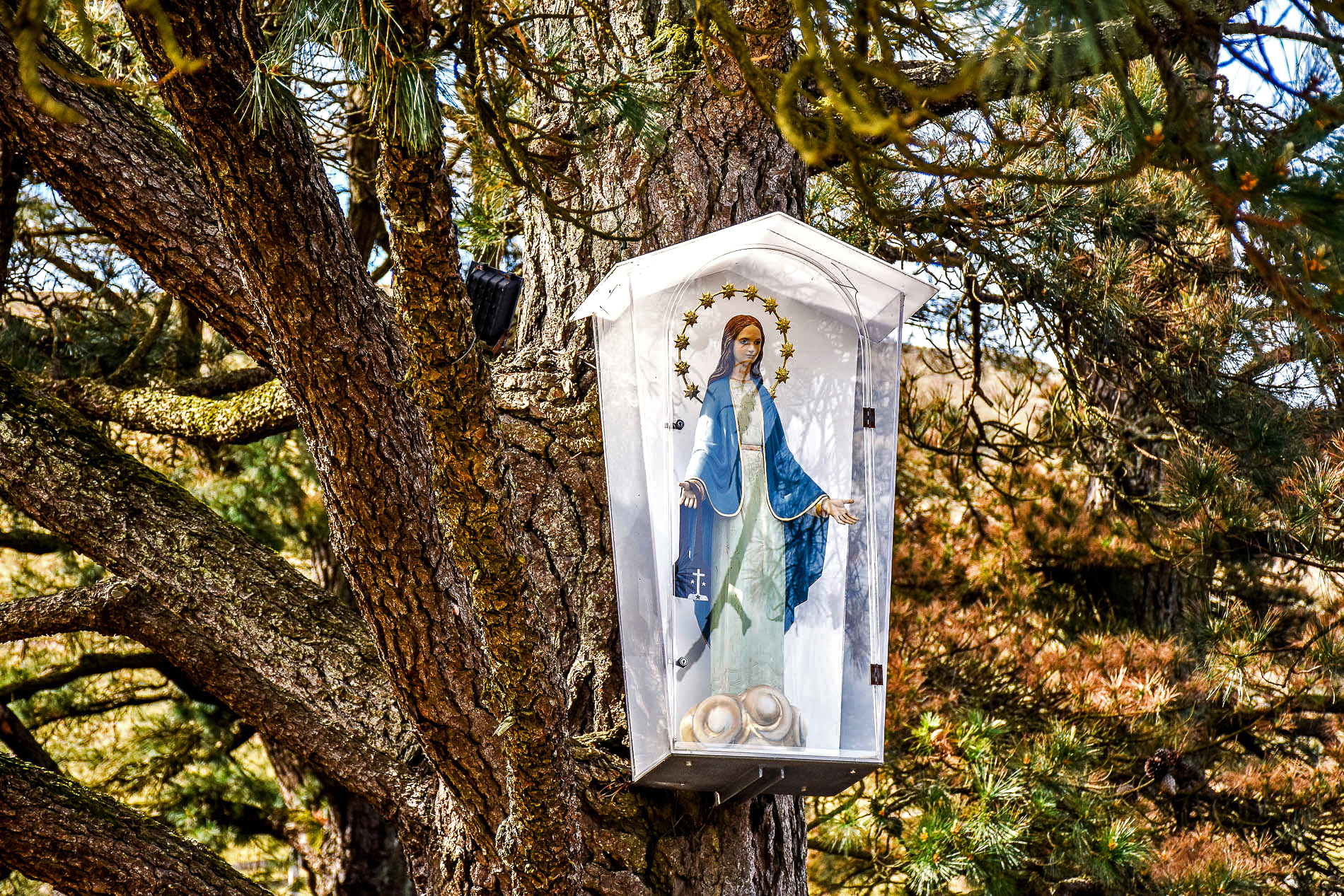
Imagem de Nossa Senhora de Garabandal nos pinheiros, local de suas aparições.

Em outubro de 1961, Nossa Senhora comunicou primeiro a Conchita sobre o Grande Milagre, depois comunicando às outras três videntes. Conchita disse que será numa quinta-feira às 20h30 da noite e durará quinze minutos, onde um sinal ficará visível nos “pinos” até o fim dos tempos.
| “ | Devemos nos sacrificar, fazer penitências e estarmos frequentemente próximos dos Sacramentos Sagrados. Mas antes, devemos nos esmerarmos em vivermos boas vidas. Senão, o castigo se sucederá. O copo já está se enchendo, e se não mudarmos, um enorme castigo cairá sobre nós. | ” |

A segunda mensagem da Virgem Maria aconteceu em 18 de Junho de 1965, quando revelou:
| “ | "Em virtude da minha mensagem de 18 de Outubro não ter sido cumprida nem dada a conhecer ao mundo, advirto-vos, pois, que esta é a última. De inicio, o cálice estava a encher, agora está a transbordar. Muitos cardeais, bispos e sacerdotes estão no caminho da perdição e com eles vão muitas almas. Dá-se cada vez MENOS IMPORTÂNCIA À EUCARISTIA. deveis afastar a ira de Deus sobre vós com os vossos esforços. Se Lhe pedirdes perdão com a sinceridade das vossas almas, Ele vos perdoará. Eu, Vossa Mãe, pela intercessão do anjo S. Miguel, quero-vos dizer que vos emendeis. Já estais nos últimos avisos. Amo-vos muito e não quero a vossa condenação. Peçam-nos com sinceridade e nós vos daremos. Deveis sacrificar-vos mais. Pensai na Paixão de Jesus." | ” |

O Grande Milagre coincidirá com um grande evento eclesial, todos os enfermos presentes ficarão curados, os pecadores serão convertidos e os incrédulos acreditarão. Conchita anunciará com oito dias de antecedência a data do Milagre. Antes do Milagre haverá um aviso sobrenatural que virá diretamente de Deus para nos preparar.
O aviso se verá no Céu e em todo o mundo e será sentido por todos, qualquer que seja a sua condição e conhecimento de Deus, exatamente ao mesmo tempo. Será uma experiência terrível, no entanto será para o bem das nossas almas, porque veremos no interior de nós mesmos, na nossa consciência, o bem e o mal que fizemos. Deus deseja a nossa salvação. Portanto, o Aviso não tem como finalidade o temor, mas que possamos acercarmo-nos mais Dele e que tenhamos mais fé. Se depois do Milagre o mundo não mudar, virá um castigo.

## A posição da Igreja Católica

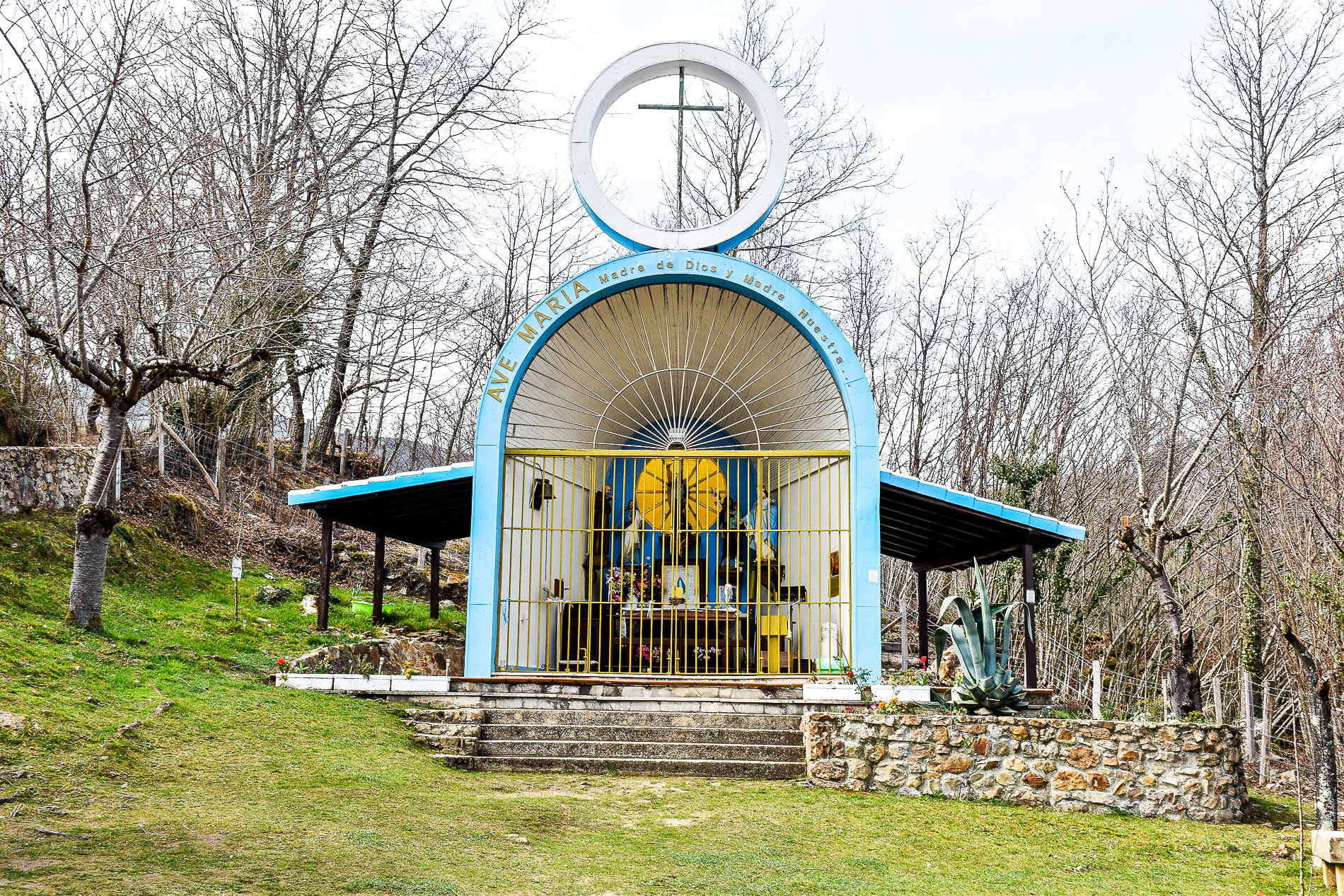
Capela dedicada a São Miguel Arcanjo, em Garabandal.

A Igreja Católica esteve bastante atenta aos acontecimentos ocorridos em Garabandal. A principal vidente, Conchita Gonzalez, por exemplo, foi notificada para comparecer em Roma duas vezes. Na primeira vez, em 1966, foi convocada pelo Cardeal Alfredo Ottaviani, Prefeito do Santo Ofício (agora chamada Congregação para a Doutrina da Fé), o qual a interrogou na presença de outros membros dessa alta instância eclesiástica. Durante essa visita ao Vaticano, Conchita foi ainda convidada para uma audiência privada com o Papa Paulo VI que lhe dirigiu estas palavras:
| “ | Eu te abençoo, Conchita, e comigo te abençoa toda a Igreja. | ” |

Mais tarde, ainda o Papa Paulo VI se pronunciou publicamente sobre o assunto dizendo:
| “ | Garabandal é o acontecimento mais maravilhoso na Humanidade depois do nascimento de Jesus. É como uma segunda vida da Santíssima Virgem nesta terra. É importantíssimo dar a conhecer ao Mundo estas mensagens. Dizei-o a esses senhores [referindo-se aos opositores destas aparições marianas] que é o próprio Papa quem o diz: É importantíssimo dar a conhecer estas mensagens ao Mundo! | ” |

Foi também durante a sua primeira viagem a Roma que Conchita Gonzalez visitou San Giovanni Rotondo, onde foi recebida pelo famoso santo estigmatizado Padre Pio de Pietrelcina. Diretamente relacionado com a história das aparições de Garabandal, o Padre Pio confirmou a veracidade das manifestações celestes às quatro meninas do norte de Espanha. Na verdade, Nossa Senhora já tinha, em 1962, prometido de este sacerdote assistiria, por antecipação, ao Milagre de Garabandal.
Em Dezembro de 1967, Conchita Gonzalez foi chamada novamente a Roma, mas desta vez pelo Cardeal Franjo Seper, sucessor do Cardeal Alfredo Ottaviani como Perfeito da Congregação para a Doutrina da Fé. Realizou essa segunda viagem em Fevereiro de 1968. Não se souberam grandes pormenores sobre o encontro, na medida em que a Santa Sé impôs a Conchita total silêncio acerca desse mesmo encontro com os superiores eclesiásticos.

## Fátima e Garabandal
A relação entre as aparições de Fátima e as aparições de Garabandal foi explicada por Dom João Pereira Venâncio, Bispo de Leiria e Fátima, o qual testemunhou:
| “ | A Mensagem, dada por Nossa Senhora, em Garabandal, é a mesma que Ela deu em Fátima, mas actualizada e apropriada aos nossos tempos. | ” |

## Padre Pio e Garabandal

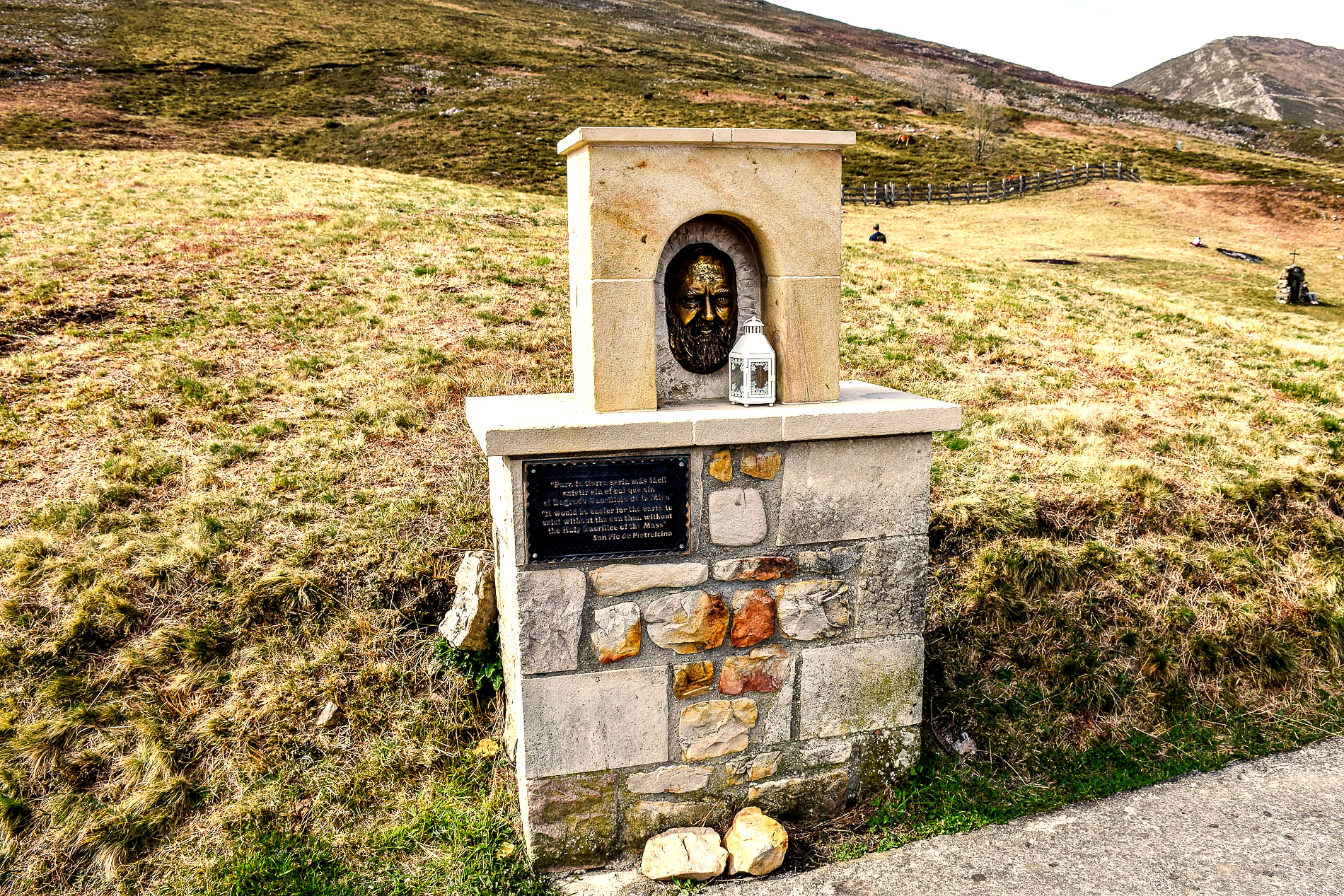
Memorial dedicado a São Padre Pio, em Garabandal.

Entre os defensores das aparições e mensagens de Garabandal contaram-se nomes importantes no seio da Igreja Católica como os de Madre Teresa de Calcutá e Padre Pio de Pietrelcina. Madre Teresa foi madrinha de batismo de um dos filhos de Conchita. No caso do santo estigmatizado italiano, é-lhe publicamente conhecida uma carta de encorajamento e apelo às meninas videntes de Garabandal datada de 3 de março de 1962 e escrita pelo seu próprio punho:
| “ | Queridas meninas: às nove horas desta manhã mandou-me a Virgem Santíssima dizer-vos isto: "Oh abençoadas meninas de São Sebastião de Garabandal, Eu prometo-vos que estarei convosco até ao fim dos tempos, e vós estareis comigo no fim do Mundo. E, depois, unidas a Mim, na glória do Paraíso". Envio-vos uma cópia do Santo Rosário de Fátima, que a Virgem me disse para vos mandar. Este Terço foi ditado pela Santíssima Virgem e deve ser propagado para a salvação dos pecadores e preservação da Humanidade dos piores castigos com que o bom Deus ameaça. Só vos dou um conselho: rezai e fazei rezar, porque o mundo está no princípio da perdição. Não acreditam em vós, nem nos vossos colóquios com a Branca Senhora […] acreditarão quando já for demasiado tarde. | ” |

## Leituras recomendadas
- Padre Eusébio Garcia de Pesquera; Subiu depressa à Montanha - As aparições de Garabandal (1º Volume). Requião: Edições Boa Nova.
- Padre Eusébio Garcia de Pesquera; Subiu depressa à Montanha - As aparições de Garabandal (2º Volume). Requião: Edições Boa Nova.
- Padre Eusébio Garcia de Pesquera; Subiu depressa à Montanha - As aparições de Garabandal (3º Volume). Requião: Edições Boa Nova.
- Associação Cultural Tudo Instaurar em Cristo; As aparições e mensagens de Garabandal vistas à luz dos nossos tempos. Mem Martins: A.C.T.I.C., 1996.
- Revista Garabandal (versão em português) - Edição do Apostolado de Garabandal em Portugal
- Garabandal, um chamamento urgente à conversão - Edição do Apostolado de Garabandal em Portugal